# U字管
U字管（ユーじかん、U-shaped glass tube）とは、U字型の管のこと。実験器具や排水トラップなどで使われる。

## 実験器具
化学実験で用いられるガラス器具の一種で、U字型に曲がった形のガラス管を主要部に持つもの。
U字管は化学反応容器として、塩類の電気分解などを行うときに使われる。また、乾燥剤を詰めて塩化カルシウム管として用いたり、流動パラフィンや水銀を入れてバブラー（気体の流れを検知する装置）として用いることもある。
古典的な圧力計や気圧計には、フォルタン水銀気圧計など、U字型のガラス管を主要部に持つものがある。